# Lira, Uganda
Lira je grad u Ugandi i sjedište istoimenog distrikta u regiji Northern. Leži na 1077 metara nadmorske visine. Udaljena je 107 km cestom jugoistočno od Gulua.
Sjedište je katoličke biskupije. U blizini se nalazi zračna luka.
Lira je godine 2008. imala 98.300 stanovnika.